# Hitoshi Shiota
Hitoshi Shiota (塩田 仁史, Shiota Hitoshi, né le 28 mai 1981 à Ibaraki) est un footballeur japonais.
Il a joué 56 matchs en 1re division japonaise.